# Панно в переході на Майдані Незалежності
Панно в переході на Майдані Незалежності — мозаїки у підземному переході на Майдані Незалежності в Києві. Створені у 1968 році художником Олександром Вороною.
У 1968 році влада Києва змінила напрямок руху демонстрантів під час святкування 7 листопада річниці Жовтневого переворот із Бессарабки до Хрещатика, розташувавши трибуну неподалік ЦУМу. У побудованому підземному переході на площі Калініна (тодішня назва Майдану Незалежності), були прийнято рішення створити пункти для обігріву та відпочинку, а сам перехід прикрасити творами монументального мистецтва.
Ескізи панно довго затверджувалися художньою радою, тому на їх втілення було мало часу. За декілька місяців Олександр Ворона з художником Юрієм Ільченком та Опанасом Редьком, який виконав керамічні зображення, у час вільний від основної робити виконали всю роботу. Майстерню вони облаштували у частині переходу, де згодом зробили вихід зі станції «Майдан Незалежності», щовечора працювали над створенням панно.
Панно виконано у техніках керамічна мозаїка та майоліка, не мають елементів комуністичної пропаганди та символіки, які були поширенні на той час. Зображення на панно перекликається з мистецькими традиціями українського народу. На мозаїках зображено стилізовані квіти, фрукти та рельєфні тварини — баранці, олені, півники.
На початку 2000-х років після будівництва на Майдані Незалежності ТЦ «Глобус», панно перекрили різноманітні торговельні точки. Тільки після їх демонтажу у другій половині 2010-х років стало можливо побачити все панно, яке потребує реставрації. Розглядається питання про надання йому охоронного статусу. У планах підсвічування панно.